# 雷·巴布蒂
雷蒙德·詹姆斯·巴布蒂（英語：Raymond James Barbuti，1905年6月12日—1988年7月8日），出生于纽约布鲁克林区，美国美式足球和短跑运动员，他曾在1928年夏季奥运会田径比赛中获得了男子400米和男子4×400米接力金牌。

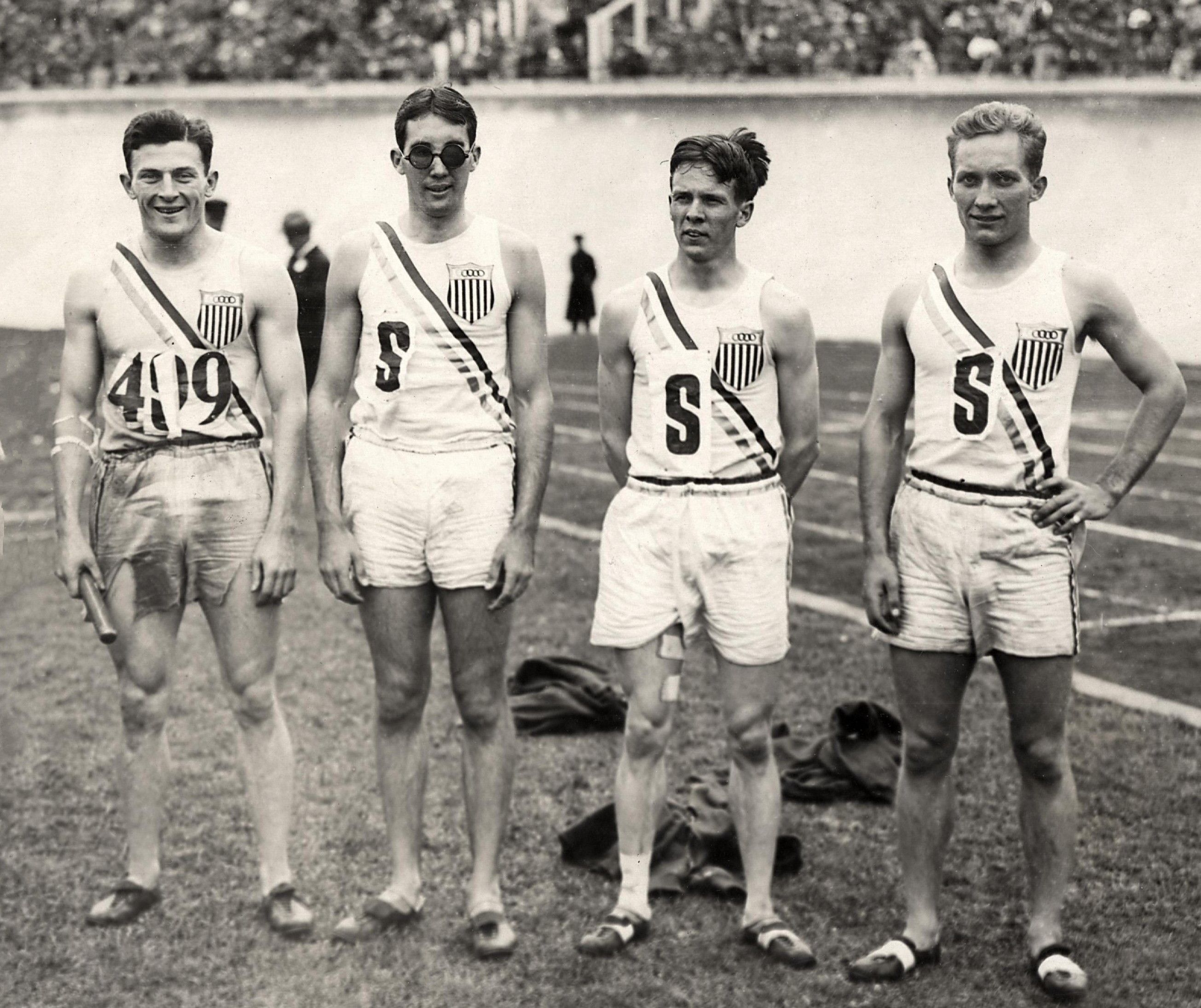
雷·巴布蒂、艾默生·斯宾塞、弗雷德·奥尔德曼和乔治·贝尔德在1928年奥运会上

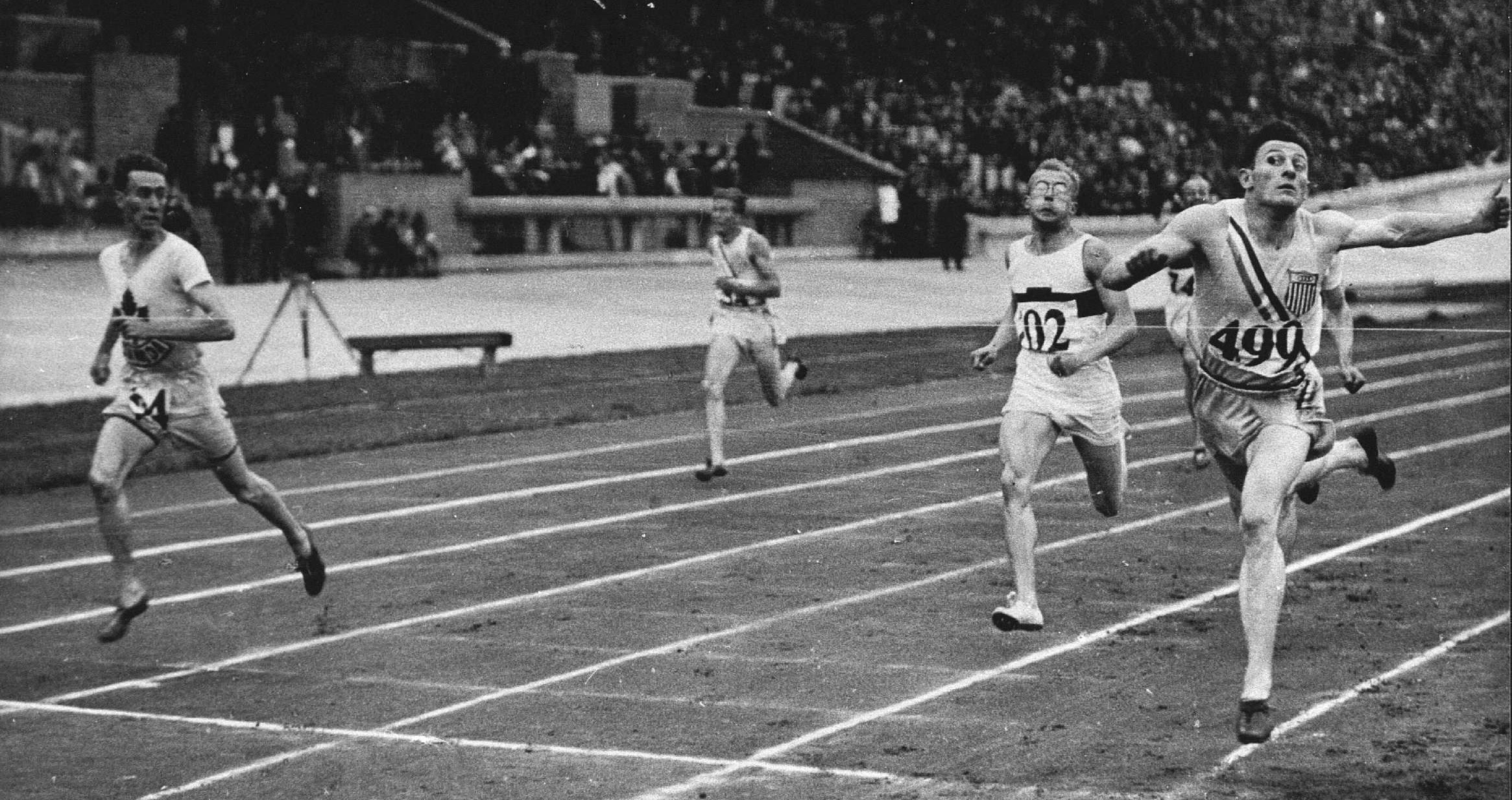
巴布蒂（右）在1928年奥运会男子400米比赛中